# Romanelli Volley 2000-2001
Questa voce raccoglie le informazioni riguardanti la Romanelli Volley nelle competizioni ufficiali della stagione 2000-2001.

## Organigramma societario
Area direttiva
- Presidente: Massimo Romanelli

Area tecnica
- Allenatore: Daniele Borselli
- Allenatore in seconda: Marco Bolognesi

Area sanitaria
- Medico: Mario Papucci

## Rosa
| N° | Nome                | Ruolo | Data di nascita   | Nazionalità sportiva |
| -- | ------------------- | ----- | ----------------- | -------------------- |
| 1  | Elvira Savostianova | S     | 5 agosto 1974     | Russia               |
| 2  | Ilaria Ranieri      | P     | 5 novembre 1977   | Italia               |
| 4  | Edilma Costa        | S     | 22 marzo 1972     | Brasile              |
| 5  | Aneta Germanova     | S     | 3 gennaio 1975    | Bulgaria             |
| 6  | Jenny Barazza       | C     | 24 luglio 1981    | Italia               |
| 7  | Neli Marinova       | P     | 27 maggio 1971    | Bulgaria             |
| 8  | Moira Banchieri     | L     | 24 aprile 1979    | Italia               |
| 9  | Małgorzata Niemczyk | S     | 25 ottobre 1969   | Polonia              |
| 10 | Maria Pia Romanò    | C     | 13 febbraio 1976  | Italia               |
| 12 | Meika Wagner        | C     | 14 settembre 1973 | Stati Uniti          |
| 15 | Barbara De Luca     | S     | 19 luglio 1975    | Italia               |